# Tiste
Tiste is een gemeente in de Duitse deelstaat Nedersaksen. De gemeente maakt deel uit van de Samtgemeinde Sittensen in het Landkreis Rotenburg (Wümme).
Tiste telt 872 inwoners.
Tiste ligt direct ten oosten van de plaats Sittensen. Door het dorp loopt het riviertje de Oste.
De voormalige stationnetjes van Sittensen en van Tiste, ruim 3 km oostwaarts, liggen aan een kleine spoorlijn van Zeven naar Station Tostedt. Over dit lijntje rijden alleen goederentreinen.

## Bezienswaardigheden, natuurschoon

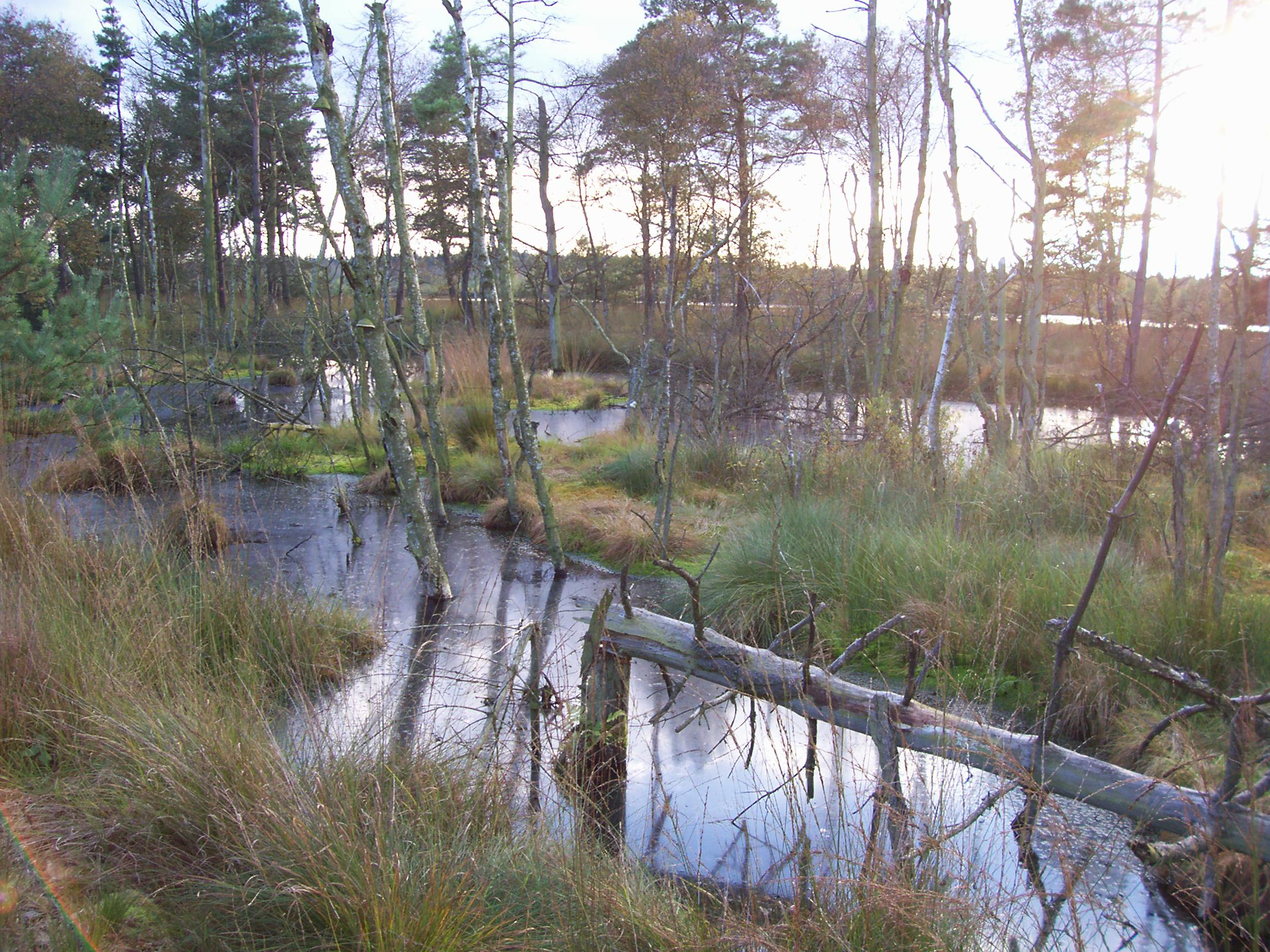
In het Tister Bauernmoor
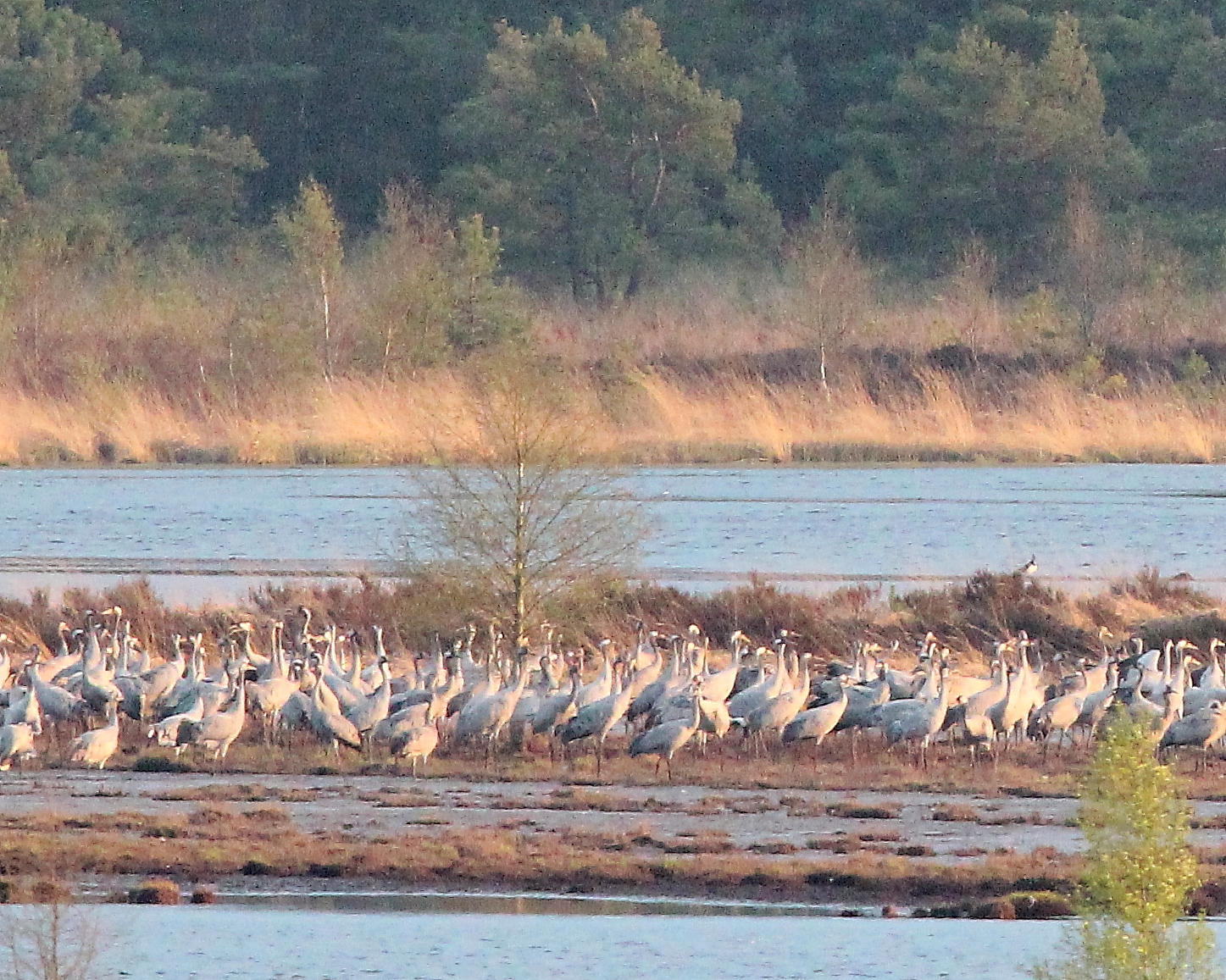
Voorjaar 2016, 2.000 kraanvogels maakten een stop in dit gebied

Ten oosten van het dorp ligt het landgoed Klostergut Burgsittensen, dat een klooster, een kasteel (dat op een andere plaats stond, en waarvan niets meer is overgebleven) en daarna van 1664 tot het midden van de 19e eeuw een adellijk landhuis was, maar later werd omgebouwd tot een grote herenboerderij. Het dient tegenwoordig als kampeerboerderij met boerderijwinkel en, in het zomerseizoen, een bescheiden horecagelegenheid.
Vanuit het Klostergut kan men wandelen naar de uitgestrekte hoogveengebieden ten zuiden ervan. Enigszins toeristisch ontwikkeld is het om zijn kraanvogels beroemde natuurreservaat Tister Bauernmoor (570 hectare), waar ritjes in een toeristentreintje (Moorbahn) gemaakt kunnen worden, uitzichttorens staan en wandelroutes zijn uitgezet. Het gebied is reeds sedert 2002 een natuurreservaat, waar vernatting is toegepast; grote delen van het gebied staan de meeste tijd enkele decimeters onder water. De ingang is bij het station van de Moorbahn aan de Landesstraße 142 Sittensen - Wistedt - Tostedt v.v.. Daar is in de zomer (daarbuiten alleen in de weekends) ook een kleine horecagelegenheid geopend. Er rijdt enkele keren per dag een lijnbus vanaf Station Tostedt naartoe. Het gebied lijkt wat op het reservaat Engbertsdijksvenen in de Nederlandse provincie Overijssel. Direct zuidelijk aansluitend, op het gebied van de gemeente Stemmen, ligt het soortgelijke, maar veel ontoegankelijkere hoogveengebied Ekelmoor (607 hectare), dat er eigenlijk één geheel mee vormt, zie de link.